# Greenville (Wirginia)
Greenville – jednostka osadnicza w Stanach Zjednoczonych, w stanie Wirginia, w hrabstwie Augusta.